# Deutsche Badmintonmeisterschaft 1971
Die Deutsche Badmintonmeisterschaft 1971 fand vom 10. bis zum 12. April 1971 in Krefeld statt.

## Medaillengewinner
| Disziplin    | Gold                                                                  | Silber                                                            | Bronze                                                                            |
| ------------ | --------------------------------------------------------------------- | ----------------------------------------------------------------- | --------------------------------------------------------------------------------- |
| Herreneinzel | Gerhard Kucki (1. BV Mülheim)                                         | Roland Maywald (1. BC Beuel)                                      | Karl-Heinz Garbers (1. BV Mülheim)                                                |
| Herreneinzel | Gerhard Kucki (1. BV Mülheim)                                         | Roland Maywald (1. BC Beuel)                                      | Michael Schnaase (SC Union 08 Lüdinghausen)                                       |
| Dameneinzel  | Irmgard Latz (SC Bayer 05 Uerdingen)                                  | Brigitte Steden (VfL Bochum)                                      | Anke Betz (MTV München von 1879)                                                  |
| Dameneinzel  | Irmgard Latz (SC Bayer 05 Uerdingen)                                  | Brigitte Steden (VfL Bochum)                                      | Karin Dittberner (1. BV Mülheim)                                                  |
| Herrendoppel | Gerhard Kucki (1. BV Mülheim) Karl-Heinz Garbers (1. BV Mülheim)      | Willi Braun (VfL Wolfsburg) Roland Maywald (1. BC Beuel)          | Siegfried Betz (MTV München von 1879) Torsten Winter (PSV Grün-Weiß Wiesbaden)    |
| Herrendoppel | Gerhard Kucki (1. BV Mülheim) Karl-Heinz Garbers (1. BV Mülheim)      | Willi Braun (VfL Wolfsburg) Roland Maywald (1. BC Beuel)          | Franz Beinvogl (MTV München von 1879) Erich Eikelkamp (MTV München von 1879)      |
| Damendoppel  | Karin Dittberner (1. BV Mülheim) Karin aus dem Siepen (1. BV Mülheim) | Irmgard Latz (FC Bayer 05 Uerdingen) Brigitte Steden (VfL Bochum) | Gudrun Ziebold (FC Langenfeld) Helga Schumacher (FC Langenfeld)                   |
| Damendoppel  | Karin Dittberner (1. BV Mülheim) Karin aus dem Siepen (1. BV Mülheim) | Irmgard Latz (FC Bayer 05 Uerdingen) Brigitte Steden (VfL Bochum) | Rita Werner (1. Frankfurter BC) Inge Schiemer (PSV GW Frankfurt)                  |
| Mixed        | Gerhard Kucki (1. BV Mülheim) Karin Dittberner (1. BV Mülheim)        | Roland Maywald (1. BC Beuel) Brigitte Steden (VfL Bochum)         | Hans-Dietrich Emmers (Merscheider TV) Gudrun Ziebold (FC Langenfeld)              |
| Mixed        | Gerhard Kucki (1. BV Mülheim) Karin Dittberner (1. BV Mülheim)        | Roland Maywald (1. BC Beuel) Brigitte Steden (VfL Bochum)         | Heinz-Jürgen Fischer (FC Bayer 05 Uerdingen) Irmgard Latz (FC Bayer 05 Uerdingen) |